# 環山部落

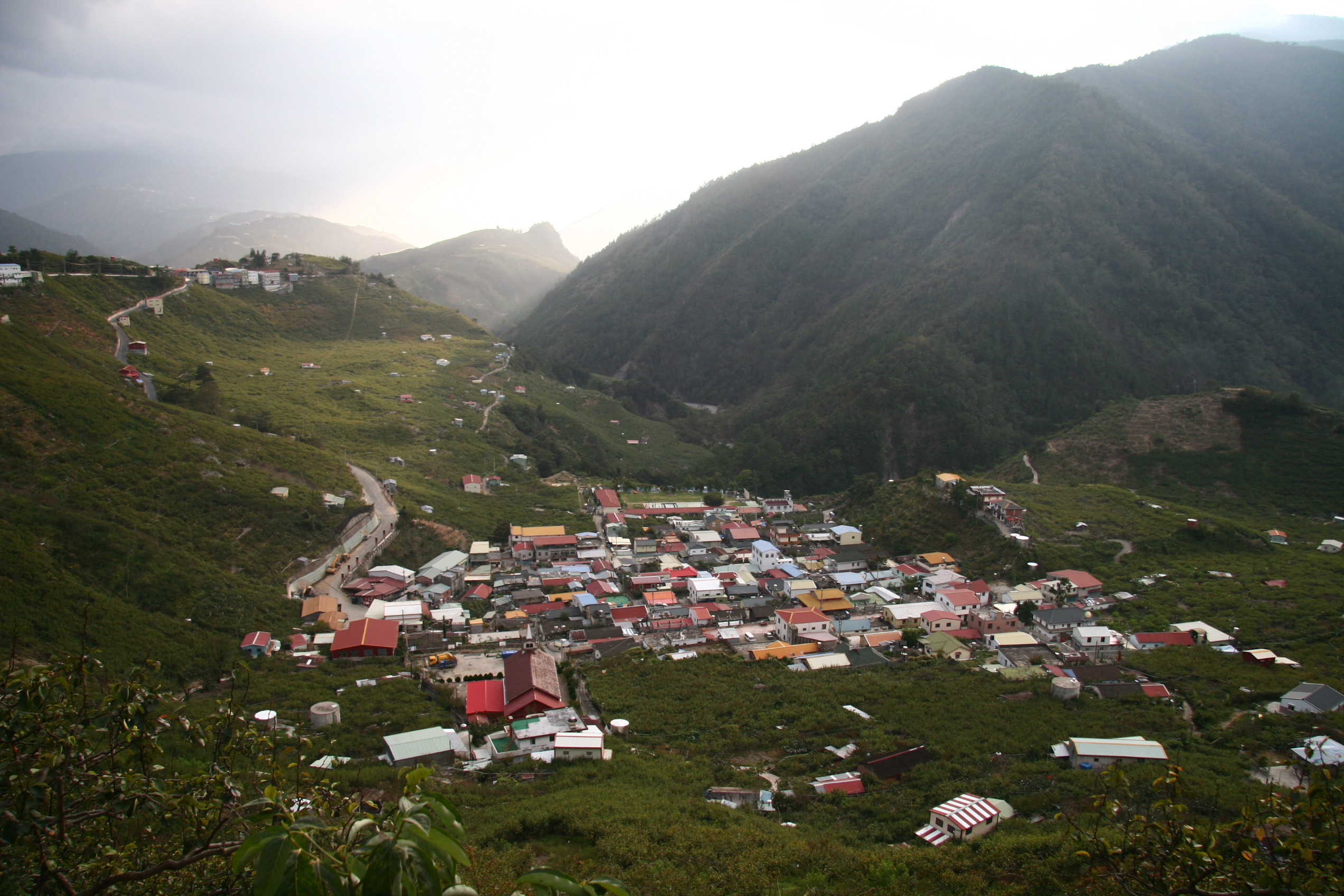
從中橫宜蘭支線（即台7甲線）可俯瞰整個環山部落。

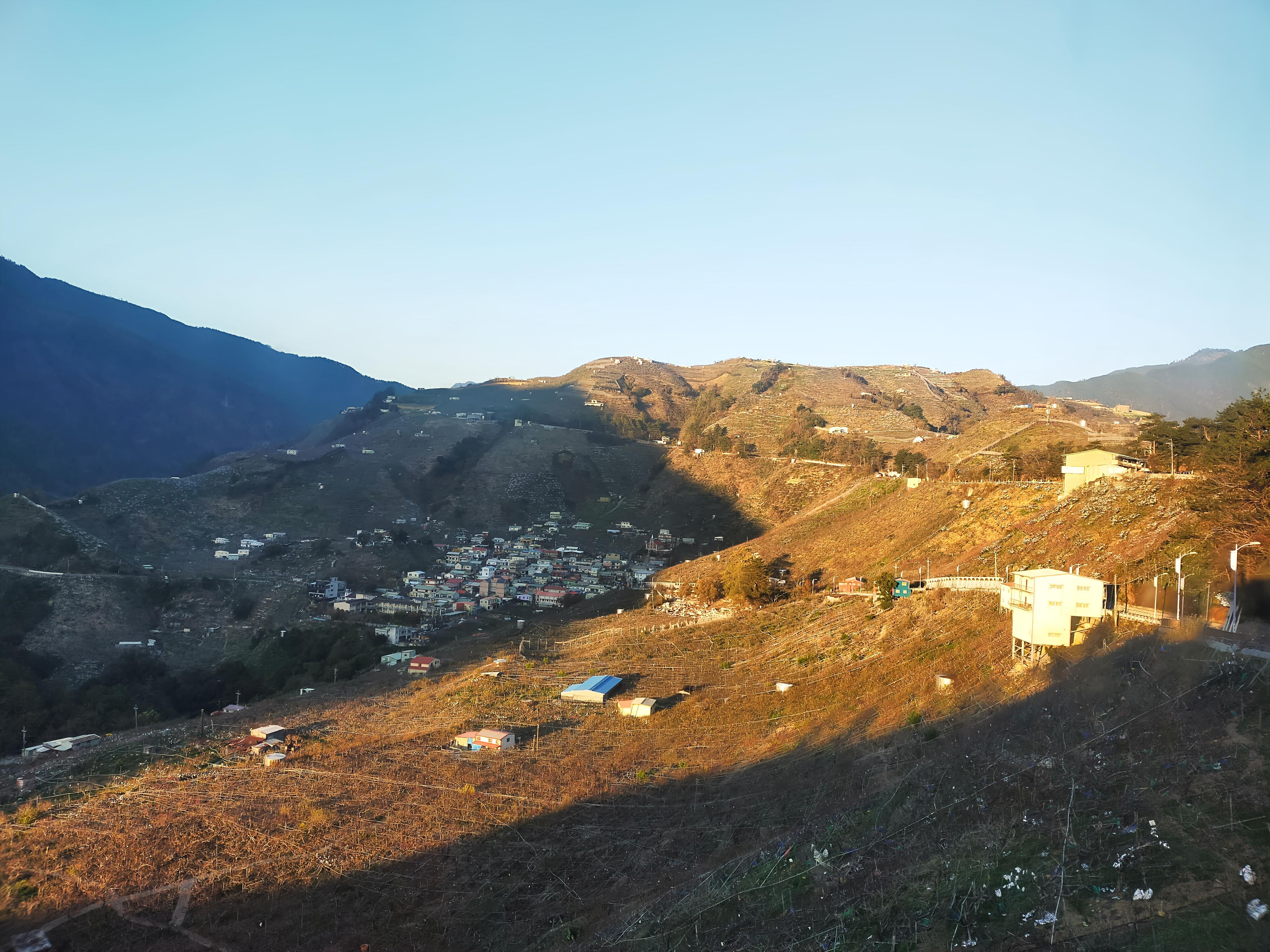
統一超商環山門市二樓座位區眺望傍晚時分的環山部落

環山，臺灣地名，在大甲溪水系上游，司界蘭溪匯入伊卡丸溪的匯流口東南方河階平台上，位於臺中市和平區平等里，地處四面環山，故而得名。此地世居有臺灣原住民泰雅族（日治初期稱大么族）的部落與流域群，日治時以日文漢字「志佳陽」（／ shikayau）、萬葉假名「司加耶武」等詞轉寫，又稱為「新社」，屬賽考列克群泰雅族，也有以漢字「斯卡瑤」轉寫。現漢名環山為志佳陽社本社上、下部落所在，與鄰近的部落松茂（又有譯寫為太保久）等部落合稱為志佳陽群（日文寫為）。賽考列克群泰雅族的馬立巴群（現漢名又稱力行部落），從北港溪上游的原居地向北遷移到大甲溪上游谷地定居之後，志佳陽社即以溪中盛產櫻花鉤吻鮭及擁有廣大的獵場，而成為最重要的聚落之一。泰雅語意為「鹿多、老人飽食鹿腸」物產豐富，獵物不虞匱乏；另有說法為（意為細竹）一詞的變詞，因族人在此種了許多的細竹；又有另一說是源自於泰雅語，意為下坡，因部落位居道路下方、溪谷之上。:8。
日治時開闢埤亞南越道路，在設立。部落西北方所依託的高聳三角山峰，日人即以部落名命名為志佳陽大山。

1960年代，中橫宜蘭支線（即台7甲線）開通後，由於環山的交通大為改善，外省榮民人口的移入，改變泰雅族人原本種植小麥、玉米、蕃薯等作物，變成現在所見的高經濟作物，加上外出交通方便，當地年輕族人也紛紛都下山工作，相對也將遊客吸引過來，環山居民便在公路兩旁開店擺攤做生意為生。
現在居民多為泰雅族與外省人，為梨山地區規模最大的泰雅族部落。平均海拔約1600–1800公尺，適宜種植溫帶水果，環山居民多以種植雪梨務農為生，其它經濟作物尚有水蜜桃、甜柿、高冷蔬菜等。

## 外部連結
- 環山（和平鄉公所網頁）
- 環山部落（參山國家風景區網頁）
- 環山部落 （页面存档备份，存于）（梨山賓館網頁）